# Haitiansan Lu
Haitiansan Lu (chiń. 海天三路站) – stacja metra w Szanghaju, na linii 2. Zlokalizowana jest pomiędzy stacjami Yuandong Dadao oraz Pudong Guoja Jichang. Została otwarta 8 kwietnia 2010.